# Den girige riddaren
Den girige riddaren (ryska: Скупой рыцарь, Skupoj rytsar) är en opera i en akt med musik av Sergej Rachmaninov, som själv skrev librettot efter Aleksandr Pusjkins tragedi med samma namn. Operan uruppfördes 24 januari 1906 på Bolsjojteatern i Moskva under musikalisk ledning av tonsättaren. Samma kväll hade även Rachmaninovs opera Francesca da Rimini premiär. Operan saknar kvinnliga sångare.

## Roller
- Baronen (baryton)
- Albert, hans son (tenor)
- Hertigen (baryton)
- En judisk ockrare (tenor)
- Tjänaren (bas)

## Handling
Albert, som är son till en rik men girig baron, älskar tornerspel och det höviska livet. När hans far vägrar att utrusta honom ståndsmässigt, försöker han låna pengar av en ockrare. Men denne vägrar att låna ut mer pengar innan Albert har betalat sina gamla skulder. Baronen gläder sig åt de rikedomar som han har samlat i skrin och kistor i källaren. Det enda som bekymrar honom är hur han skall kunna undanhålla guldet från sin slösaktige arvinge. Albert har fått audiens hos hertigen och ber denne om hjälp. Hertigen befaller baronen att utrusta sonen ståndsmässigt. Den gamle blir så skräckslagen inför tanken på att gå miste om sitt guld att han dör. Till hertigens förfäran gäller baronens sista tanke inte hans själ, utan vad som skall hända med hans guld.